# Oorlog aan den Oorlog
Oorlog aan den Oorlog (originele viertalige titel: Krieg dem Kriege! Guerre à la Guerre! War against War! Oorlog aan den Oorlog!) is een in 1924 verschenen boek van de Duitse schrijver Ernst Friedrich.  

## Inhoud
Friederich was een anarchistische pacifist en wilde met het boek, dat de vorm heeft van een fotoalbum met daaronder korte viertalige (Nederlands, Engels, Duits en Frans) onderschriften, door middel van het tonen van gruwelbeelden uit de Eerste Wereldoorlog mensen overtuigen om oorlog en oorlogsgeweld af te zweren.
Veel van de onderschriften zijn ironische verwijzingen naar eerdere oorlogspropaganda, zo is er onder meer een foto te vinden van het naakte lijk van een met tyfus besmette soldaat met daaronder het onderschrift "veld van eer" en een massagraf met daaronder de tekst "heldengraf". Iconisch is ook het beeld van de met zijn bajonet aanstormende Duitse soldaat met gasmasker met als titel "het evenbeeld Gods met gasmasker".